# Echinoderes kristenseni
Echinoderes kristenseni är en djurart som tillhör fylumet pansarmaskar, och som beskrevs av Higgins 1985. Echinoderes kristenseni ingår i släktet Echinoderes och familjen Echinoderidae. Inga underarter finns listade i Catalogue of Life.